# Archeocjaty
Archeocjaty (Archaeocyatha) - wymarła gromada gąbek, żyjąca w kambrze, ważne skamieniałości przewodnie w kambrze dolnym. Były to organizmy osobnicze lub kolonijne, kolonie tworzyły rafy wymagające wód morskich, płytkich i ciepłych. 

## Opis
Szkielet stożkowy, wapienny, złożony prawie zawsze z dwóch ścianek oraz pionowych przegród (parietes, septa) i poziomych denek (tabule). Cechą charakterystyczną jest to, że zarówno przegrody jak i denka występują wyłącznie w przestrzeni międzyściennej, co odróżnia je od koralowców. Wszystkie elementy szkieletowe posiadają liczne pory. dzielą się na dwie nieformalne grupy: archeocjaty regularne i nieregularne. Średnica szkieletu archeocjatów zwykle oscyluje między 1 a 5 cm, choć bywają znacznie większe formy. Te drugie czasem mają tylko jedną ścianę. U form nieregularnych, elementy szkieletowe w intervallum są gęściejsze i grubsze, przez co przestrzeń ta podzielona jest na drobne komory. Nie występują typowe przegrody, a homologiczne do nich elementy o nazwie taenia. 

## Status taksonomiczny i badania systematyczne
Ich przynależność systematyczna nie jest całkiem pewna, większość badaczy zalicza je do gąbek, ale są też zwolennicy traktowania archeocjatów jako oddzielnego typu. Natomiast koncepcja włączenia ich do koralowców jest obecnie całkowicie nieaktualna. 
Rewizję taksonomiczną wszystkich rodzajów archeocjatów przeprowadziła Dorothy Hill. Inną znaną badaczką tej grupy była Françoise Debrenne. 

## Występowanie
Duże ilości archeocjatów odkryto w kambryjskich skałach osadowych w Hiszpanii, na Syberii, w Afryce, Australii i na Antarktydzie. W Polsce aż do 2007 nie znaleziono archeocjatów. Wcześniejsze doniesienia o ich występowaniu zostały negatywnie zweryfikowane, w przypadku form napotkanych w Górach Świętokrzyskich ustalono, że były to inne zwierzęta. Informacje o archeocjatach w Sudetach oparte były na jednym doniesieniu, nie popartym ilustracjami czy opisami, a opisywany materiał zaginął. Informacje te budziły więc wątpliwości, udało się je potwierdzić dopiero w 2007, gdy w wapieniach wojcieszowskich koło wsi Wojcieszów znaleziono bardzo bogaty pod względem liczby gatunków i osobników zespół archeocjatów dolnokambryjskich.

## Zasięg wiekowy
Archeocjaty występują prawie wyłącznie w kambrze wczesnym, z wyjątkiem jego najniższej części (tzw. nemakit-daldynian). Pojawiły się we wczesnym tommocie. Gwałtowny rozwój archeocjatów (mierzony liczbą rodzajów) zaczął się w późnym atdabanie i trwał do wczesnego tojonu (lenianu) z maksimum we wczesnym botomie, dla którego wyróżniono 170 rodzajów. W późnym tojonie doszło do gwałtownego regresu tej grupy i wymarcia jej na większości Ziemi. Ze środkowego i górnego kambru archeocjaty znane są wyłącznie z Antarktydy, po jednym rodzaju dla środkowego i górnego kambru. 